# Габишев Микола Олексійович
Микола Олексійович Габишев (якут. та рос. Николай Алексеевич Габышев; *10 квітня 1922, Хомустах, Верхньовілюйський улус, Республіка Саха (Якутія) — †8 грудня 1991) — якутський прозаїк, драматург та перекладач. Заслужений працівник культури Республіки Саха (Якутія).
Закінчив Якутський вчительський інститут, Вищі літературні курси при Літературному інституті імені О.М. Горького. Тривалий час працював педагогом та журналістом. Завідував відділом прози редакції журналу «Хотугу сулус».
Друкувався з 1946 року.
Микола Габишев переклав на якутську мову роман В. Ажаєва «Далеко от Москвы», п'єси М. Шатрова, О. Корнійчука та ін. Укладав шкільні програми, підручники та хрестоматії з якутської літератури.
Нагороджений медалями та Почесними грамотами.